# 裴相
裴相（15世紀—16世紀），湖廣荊州府枝江縣人，明朝政治人物。

## 生平
裴相是正德十一年（1516年）丙子科湖廣鄉試舉人，嘉靖十九年（1540年）授南雄同知，負責抽查太平橋稅，又督修黃冊與軍政冊，兩者均令人們滿意，考滿後副使劉永成賦詩送贈。

## 引用
1. 1 2  同治《松滋縣志·卷九·人物志》：裴相，正德丙子舉人，任廣東南雄府同知，委抽太平橋稅，又督修黃冊，併軍政冊俱愜輿情，考滿副使劉永成贈以賦。